# هانس کنکت

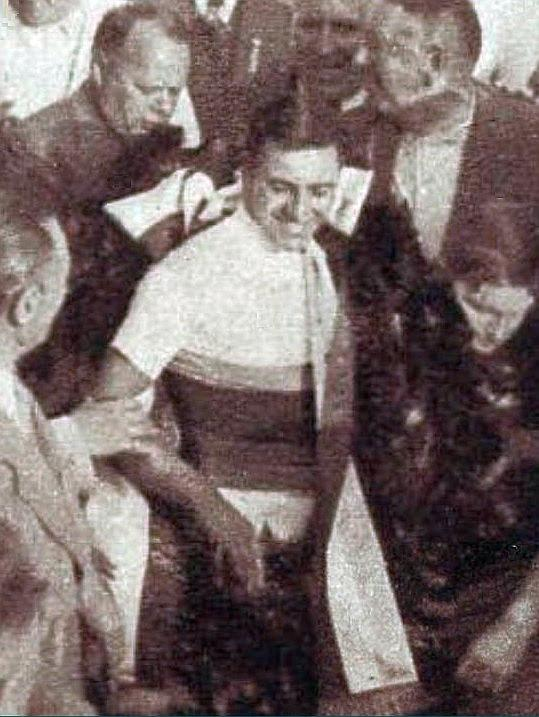
هانس کنکت در سال ۱۹۳۸

هانس کنکت (انگلیسی: Hans Knecht; ۲۶ سپتامبر ۱۹۱۳ – ۸ مارس ۱۹۸۶) دوچرخه‌سوار اهل سوئیس بود.
وی در مسابقات کشوری و بین‌المللی در مجموع برندهٔ ۲ مدال طلا شده‌است.